# Kórház utcai stadion
A Kórház utcai stadion egy Békéscsabán található labdarúgó-stadion, ami a Békéscsaba 1912 Előre és elődjeinek otthona volt a múltban és a jelenben egyaránt.

## Fekvése
Békéscsaba belvárosának keleti részén, a körgát és a Széchenyi liget között épült fel, a VI. kerületben, egy aránylag mélyen fekvő, régebben lápos részen. Esős időben régebben gondot jelentett, hogy a mély fekvés miatt gyakran meggyűlt a víz mind a centerpályán, mind a gyakorlótelepeken. Tájolása szerint nyugat-kelet irányú, az állólelátó (párhuzamosan a Kórház utcával) déli, az északi, fedett ülőhely északi fekvésű.

## Története
Az idők folyamán a Békéscsabai Előrének több helyen is volt futballpályája, az első a Csányi utcában, majd Kórház utca, Kazinczy utca, aztán ismét Kórház utca. Sokáig igen kicsi, fejletlen pálya volt, csupán egy oldalon fedett, ülőlelátóval. A növekvő igények, de döntően az 1974-es NB I-be kerülés miatt szükségessé vált a stadiont felújítani, jelentősen kibővíteni. Ezekben az időkben Békéscsabán valóságos futballáz tört ki, a szurkolók sorban álltak a bérletekért. Így igen gyors tempóban, állami és tanácsi segítséggel alig 4 hónap alatt elkészült a Kórház utcai fedetlen állólelátó, megduplázva az eredeti kapacitást. Ezután éveken át nem végeztek felújítást, az állaga erősen leromlott. 1988-ban az UEFA-kupa küzdelmeinek idejére felszerelték az eredményjelző táblát is. Az 1990-es U18-as labdarúgó-Európa-bajnokság során több mérkőzést is játszottak, valamint a döntő helyszíne is itt volt, ahol a Szovjetunió 3000 néző előtt verte meg az akkor Luís Figóval felálló Portugáliát. Ezután a '90-es évek közepén újították fel, megerősítve a tartóoszlopokat, cementtel erősítették a kritikus részleteket. 2005-ben az MLSZ felhívása miatt ki kellett építeni a reflektorokat, ami sikerült is 4 hónapi munkával. Azóta esti mérkőzések lebonyolítására is alkalmas a stadion. 2006 után az atlétikapályát felszámolták, a pálya szélességét megnövelték, illetve lebontották a kerítéseket, alacsony, 120 cm-es szabvánnyal helyettesítve. A hátsó pálya helyén korszerű, minden igényt kielégítő műfüves pálya épült, villanyvilágítással. Ekkor átfestettek több részt is, kicserélték a centerpálya fűszőnyegét. 2007 őszén kezdődött a város felőli nyugati oldalon egy új lelátórész építése, a tervek szerint fedett ülőhellyel, mintegy 500 fős befogadóképességgel.

2014 nyarán a korábban állóhelyi lelátó szinte teljes egészében be lett székezve így a lelátó befogadó képessége 2400 főre apadt.

2014 októberében az edzőpályák felújítása után a centerpályát is korszerűsítették. Az első ütem során a pályát 5 méterrel tolják az egykor álló lelátó felé. A játéktér fűthető és alácsövezett lesz, illetve egy automata öntözőberendezéssel látták el.
2014-ben Európai Uniós forrásból, a KEOP keretében megvalósult az Előre SE központi épületének energetikai korszerűsítése. Ez magában foglalta a homlokzat EPS hőszigetelését, a padlásfödém szigetelését, a korábban ki nem cserélt, elavult külső nyílászárók cseréjét hőszigetelt üvegezésűekre, valamint a fűtés és a melegvízellátás korszerűsítését egy új kondenzációs gázkazán üzembehelyezésével. A székházépület és a kapcsolódó tornaterem belső fűtési rendszere is megújult, új lapradiátorok, termosztatikus szelepek és vezetékrendszer felszerelésével.
2021-ben vette kezdetét a "Geotermikus hőhasznosítás Békéscsabán" elnevezésű, a Modern Városok Programból finanszírozott városi energetikai projekt kivitelezése, amely igen jelentős a stadion, az Előre-székház és a mellettük elhelyezkedő Előre Teniszklub számára. A geotermikus termelőkút a Nádas soron, lényegében a stadion gyakorlópályái mögött lett kialakítva 2021 júniusa-augusztusa között, a hőközpont kivitelezése pedig 2022-ben kezdődött a Gyulai úton elhelyezkedő Sportcsarnok mellett. A kialakított távhőrendszer számos városi sportlétesítmény környezetbarát és gazdaságos fűtését fogja tudni biztosítani. Az érintett épületek a Stadion maga, az Előre Teniszklub, az Előre Székház, a Kórház utca folytatását képző Vandháti úton az Atlétikai Centrum és a vele egy területen működő Súlyemelőklub, valamint a közvetlenül a hőközpont mellett elhelyezkedő sportcsarnok és vívócsarnok, illetve kialakításra kerülnek a csatlakozások a leendő multifunkcionális sportcsarnok és a leendő versenyuszoda számára is.  A munkálatok miatt a 2022. augusztus 7-re tervezett, Kazincbarcikai SC elleni mérkőzés, mely eredetileg a csabai stadionban került volna lebonyolításra, a kazincbarcikai stadionba került átszervezésre. 2023-ban a projekt határidejét előreláthatatlan ideig meghosszabbították, mivel olyan nélkülözhetetlen pótmunkák merültek fel, amik többlettámogatást igényelnének, azonban annak biztosításáról az önkormányzat nem hozott döntést.

## Megközelíthetősége
Megközelíteni nem túlzottan nehéz, a város vasúti pályaudvaráról egyenesen kell elindulni az Andrássy úton, majd a főtérre érkezvén balra fordulni, és az Evangélikus nagytemplomnál jobbra, innen egyenesen visz az út a stadionig. Az autóval érkezők (Budapest, Debrecen, Szeged) irányból a békési elágazásnál kell jobbra tartani, majd az előbb említett templomnál balra fordulni. Gyula-Doboz felől a kórház előtt kell jobbra fordulni és onnan már csak pár száz méter.
Megközelítés tömegközlekedéssel: két buszjárattal, a jaminai Veres Péter utcától érkező 3V busszal és a Szarvasi úti Tesco Hipermarket felől érkező 8V busszal közelíthető meg. A megállóhely a lelátók után nem sokkal található, "Előre pálya" néven.

## Rekordok
- Hivatalos nézőcsúcs: Bp. Honvéd ellen, 21 000 néző
- Nem hivatalos nézőcsúcs: 22 000 néző, 1975 tavaszán az FTC ellen.